# Сьямэ
◌̈ (ܣܝܵܡܹ̈ܐ, сьямэ, расположения; также ܪܺܒܘܽܝ, риббуй) — диакритический знак в сирийском письме.

## Использование
Обозначает множественное число имён существительных, также используется в прилагательных женского рода, выступающих в роли предиката, прилагательных мужского рода, если они не являются сказуемыми, и в глаголах женского рода множественного числа. Чаще всего ставится над буквами ‎ܕ‎ и ‎ܪ‎, если они есть в слове, независимо от наличия при них гласных, но может ставиться и над любой другой буквой. В сочетании с буквой ‎ܪ‎ заменяет её собственную точку: ‎ܪ̈‎.
Другое название знака — риббуй, однако оно заимствовано европейцами у еврейских грамматиков (в переводе с иврита — множественное число) и самими сирийцами никогда не использовалось.

## Кодировка
В качестве отдельного символа в стандарт Юникод не включён, для его представления рекомендуется использовать умлаут (◌̈).